# Stare Miasto (Mysłowice)
Stare Miasto – dzielnica Mysłowic.
Graniczy z dzielnicami Mysłowic: Piaskiem, Śródmieściem, Słupną, Bończykiem oraz z Modrzejowem znajdującym się w Sosnowcu.
Przez dzielnicę przebiega ulica Krakowska, będąca drogą krajową nr 79. W dzielnicy zlokalizowane są place: Rynek, pl. Wolności, pl. Mieroszewskich.
W dzielnicy znajduje się wiele zabytkowych (w większości zaniedbanych) budynków mieszkalnych oraz Urząd Miasta Mysłowice, zabytkowy budynek poczty głównej w Mysłowicach, komenda PSP Mysłowice oraz stacja pogotowia.